# Ptyodactylus guttatus
Ptyodactylus guttatus är en ödleart som beskrevs av  Lucas Friedrich Julius Dominikus von Heyden 1827. Ptyodactylus guttatus ingår i släktet Ptyodactylus och familjen geckoödlor. Inga underarter finns listade i Catalogue of Life.